# 모니카 헬름스

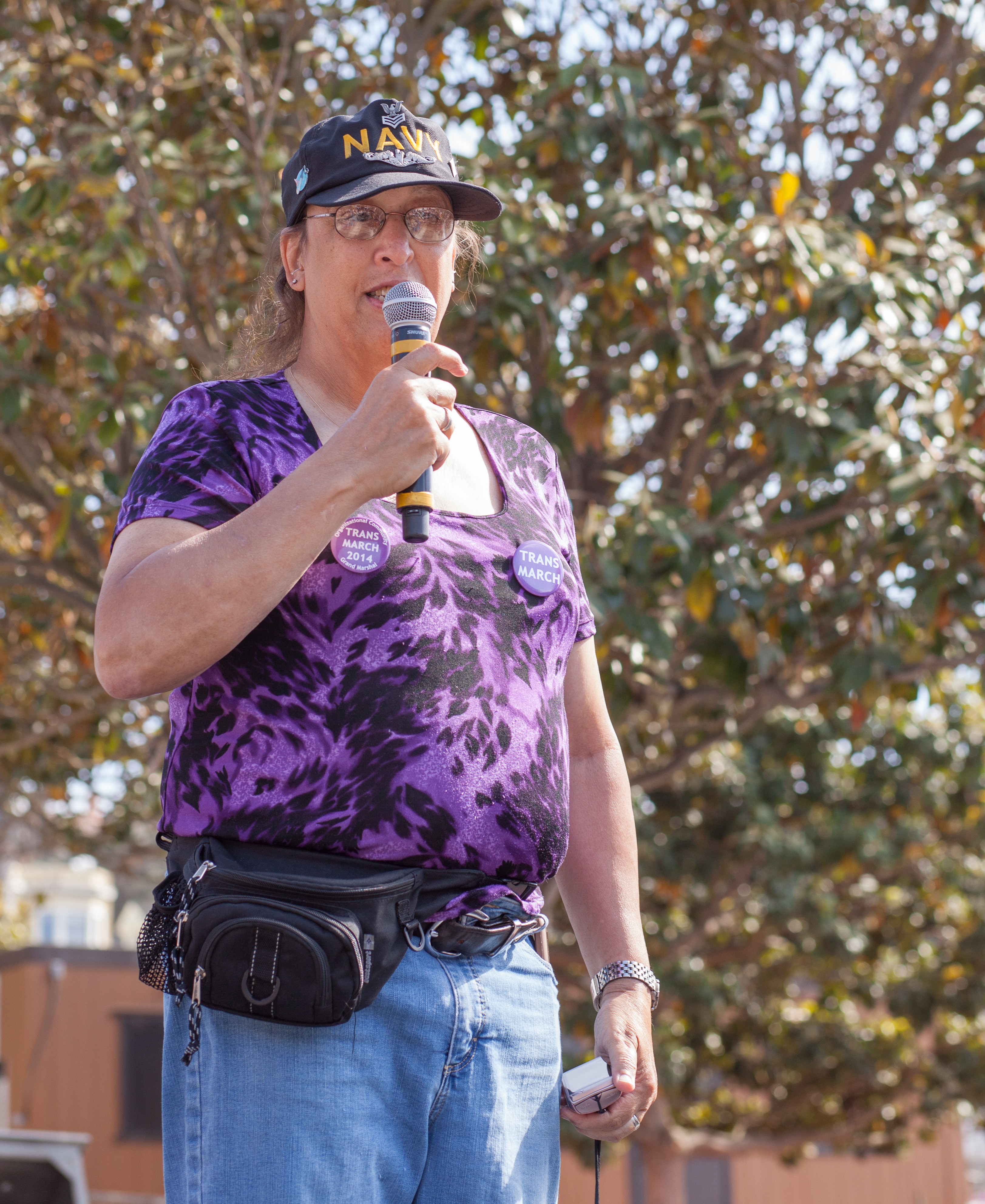

모니카 헬름스(Monica Helms)는 미국의 퇴역 잠수함 군인, 트랜스젠더 인권 운동가로서 트랜스젠더의 프라이드 플래그를 디자인한 트랜스여성이다.

## 같이 보기
- 길버트 베이커